# Optisk skiva
En optisk skiva är ett platt och cirkulärt optiskt avläsbart lagringsmedium, exempelvis en CD-skiva. Information lagras digitalt som en följd av mikroskopiska fördjupningar som när skivan snurrar tolkas till en sekvens elektriska signaler med hjälp av en laser och en fotodiod.
Det första kommersiellt tillgängliga optiska lagringsmediet, Laserdisc, fanns tillgängligt i USA år 1978.

## Laserdisc
LD (Laserdisc) är ett format avsett för analog lagring av video. Skivorna har en diameter på 12 tum.

## Compact Disc
CD (Compact Disc) är ett format inledningsvis (1982) avsett för digital lagring av ljud, senare anpassad för datalagring, under namnet CD-ROM. Skivorna har en diameter på 12 cm. Maxkapacitet på en sida är cirka 700 MB.
- CD
- CD-singel (Finns även i ett mindre format med 8 cm diameter)
- Video CD
- Super Video CD
- Cd-i
- CD-MIDI
- Photo CD
- MO-Disk
- CD-ROM
- CD-R
- CD-RW
- CD+V

## Super Audio CD
SACD (Super Audio CD) är en optisk ljudskiva som är avsedd för att ge en högre digital ljudupplösning än den ordinära CD-skivan.

## DVD-Audio
DVD-A (DVD-Audio) är en optisk DVD-skiva som är avsedd för att ge en högre digital ljudupplösning på en DVD.
Det ska inte förväxlas med DVD-Video eftersom en DVD-Audio endast innehåller ljudspår.

## Digital Versatile Disc
DVD (Digital Versatile Disc) är ett format avsett för digital lagring av video, data med mera. Skivorna har en diameter på 12 cm. Maxkapacitet på ett lager är cirka 4,7 GB. Dual-layer rymmer 8,5 GB.
- DVD-R
- DVD+R
- DVD-RW
- DVD+RW
- DVD-R DL (Dubbla lager på en sida, rymmer cirka 8,5 gigabyte)
- DVD+R DL (Dubbla lager på en sida, rymmer cirka 8,5 gigabyte)
- DVD-RAM

## Universal Media Disc
UMD (Universal Media Disc) är ett format avsett för digital lagring av video och spel. Maxkapacitet cirka 1,8 gigabyte.
Den bärbara spelkonsolen Playstation Portable från Sony är ett exempel på en apparat som läser av UMD-skivor.

## High-Definition/Density Digital Versatile Disc
HD-DVD (High-Definition/Density Digital Versatile Disc) var ett format avsett för digital lagring av video, spel med mera. Skivorna hade en diameter på 12 cm. Formatet är numera nedlagt och ersatt av Blu-ray

## Magneto Optical Disc / Magnetisk Optisk Disk

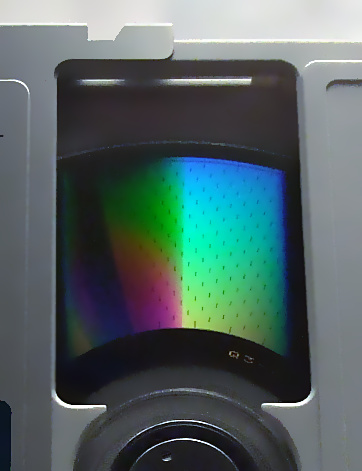
Magnet Optisk disk.

MO-disk fanns i 90 mm och 130 mm storlekar och var avsedd för datalagring. För operativsystemet upplevs MO-diskdriven som en hårddisk. Diskarna formateras som en hårddisk och systemet medger att man skriver till diskarna flera gånger, att data kan raderas och skrivas över på samma sätt som en konventionell hårddisk. Att läsa data gick relativt snabbt medan skrivprestandan var betydligt lägre än för en hårddisk. Systemet fungerade utmärkt för t.ex. backup av data då diskarna var väl skyddade i ett hårdplasthölje med en skjutbar lucka i metall.

## Blu-ray Disc

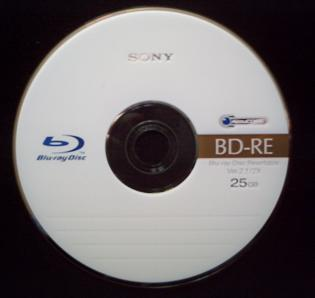
Blu-ray Disc (BD-RE).

Blu-ray (Blu-ray Disc) är ett format avsett för digital lagring av video, spel med mera. Skivorna har en diameter på 12 cm.

## High-Definition DMV
HD DMV (High-Definition DMV) är ett videoformat som används av kinesiska MP4-spelare.